# Return of the Obra Dinn
Vous lisez un « bon article » labellisé en 2019.
Return of the Obra Dinn (littéralement « Le Retour de l'Obra Dinn »), sous-titré An Insurance Adventure with Minimal Color (« Une aventure en couleurs minimales sur le thème des assurances »), est un jeu vidéo d'aventure et de réflexion créé par le développeur indépendant Lucas Pope et édité par 3909 LLC. Il sort le 18 octobre 2018 sur Windows et Mac, et des portages sont également sortis sur Xbox One, PlayStation 4 et Nintendo Switch le 18 octobre 2019.
Le joueur interprète un ou une experte en assurance de la Compagnie britannique des Indes orientales, chargé en 1807 d'inspecter l'Obra Dinn, un indiaman à la dérive, afin d'établir les causes de la disparition de tout son équipage. À l'aide d'une montre de gousset particulière, le joueur peut revivre les scènes menant à la mort de chaque disparu et ensuite rétablir sur le livre de bord les identités des corps retrouvés par raisonnement déductif. La fresque ainsi dessinée révèle que marins et passagers ont affronté maintes épreuves tirées de l'imaginaire marin lors de leur voyage au large des côtes africaines. La fin du jeu propose de conclure l'enquête d'assurance en attribuant aux proches des disparus des primes ou des amendes selon le comportement de chacun lors du périple.
Il s'agit du premier jeu commercialisé par le créateur indépendant Lucas Pope après le succès de sa dystopie d'inspiration totalitaire Papers, Please, sortie en 2013. Au terme de plusieurs années de développement, le jeu propose un rendu graphique en noir et blanc inspiré des premiers jeux d'aventure graphique et dont l'intrigue exige une dizaine d'heures de réflexion.
Il reçoit un accueil critique unanimement positif, beaucoup louant le caractère novateur et inédit de telles méthodes de fouille et de réflexion dans un jeu d'investigation, et se voit distingué pour sa direction artistique, en plus d'être plusieurs fois nommé pour le titre de « meilleur jeu indépendant de l'année ».

## Trame

### Scénario

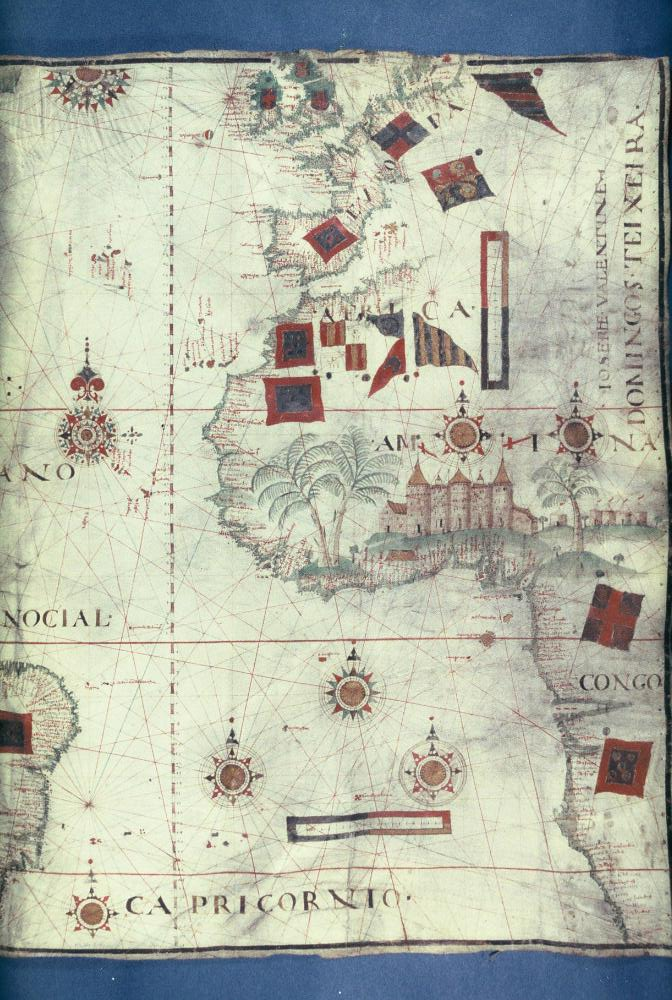
Carte des années 1570 : lObra Dinn quitte la ville de Londres, au centre nord, et vise le cap de Bonne-Espérance, au sud-est, à la pointe de l'Afrique.

Le joueur incarne un expert en assurance de la Compagnie britannique des Indes orientales en 1807, chargé d'enquêter sur un bateau disparu des années plus tôt et soudainement retrouvé à la dérive : l'Obra Dinn. Le navire, parti en 1802 de Londres avec un équipage de soixante personnes, devait poursuivre sa route jusqu'à faire escale au cap de Bonne-Espérance. Il est déclaré perdu corps et âmes en 1803. L'inspecteur, dont le genre est déterminé aléatoirement en début de partie, est chargé d'établir les causes de la disparition de chaque membre d'équipage afin d'être en mesure d'établir quelles pensions doivent éventuellement être reversées aux familles des victimes.
Il bénéficie d'une montre à gousset et d'un manifeste de bord envoyé par un certain « H. E. », lequel contient une liste des membres d'équipage et des passagers, une carte du trajet du navire, notamment de ses déboires entre Madère, les Canaries et les Açores, un plan des différents ponts du bateau, et enfin un croquis de la vie à bord dessiné par un artiste présent parmi les passagers. « H. E. » charge l'inspecteur de lui renvoyer le livre, une fois complété, au Bureau des Affaires françaises au Maroc.
Le joueur se fait ainsi conduire sur les lieux du vaisseau fantôme, toujours flottant mais dans un bien triste état, et monte à bord pour n'y découvrir plus aucune âme qui vive. Après qu'il a exploré chaque pont et cabine de long en large, la pluie commence à tomber sur le navire. Le marin qui l'a emmené en barque jusqu'ici lui conseille d'achever son enquête au plus tôt car la tempête qui approche ne leur permettra sans doute pas de revenir sur les lieux. L'inspecteur clôt alors officiellement son enquête.
Au terme d'une semaine de travail, il rend au nom du Bureau d'enquête de la compagnie des Indes orientales un dossier de 23 pages récapitulant les drames qui ont affecté l'Obra Dinn. Le vaisseau ayant finalement été coulé par la tempête à Falmouth, et les cargaisons de la Couronne et de la compagnie étant perdues, il suggère de procéder à de lourdes indemnisations : 29 285 livres sterling au total. Selon que le comportement des membres d'équipage soit exemplaire ou qu'ils se rendent coupables de vol, de meurtre ou de mutinerie, leurs héritiers reçoivent des pensions, des récompenses ou les soldes dus, ou bien peuvent être chargés de payer une amende, voire privés de leur héritage au nom de la Couronne.
Un an plus tard, l'inspecteur se fait apporter du courrier par un domestique. La lettre signale la mort d'« H. E. », le mystérieux commanditaire qui souhaitait faire examiner le navire, et raconte son éventuelle satisfaction ou déception au soir de sa vie quant à la manière dont l'inspecteur a conclu l'enquête sur le drame de l'Obra Dinn.

### Résultat de l'enquête
Au terme de cette enquête, il apparaît que les passagers de l'Obra Dinn ont eu affaire à maints fléaux de l'imaginaire marin : kraken ou calmar géant, sirènes et crabes-araignées géants accablent un équipage déjà grandement fragilisé par des velléités de mutinerie et de désertion,. Tous ces événements et la logique de leur déroulement peuvent cependant échapper au joueur si celui-ci ne mène qu'une enquête partielle.

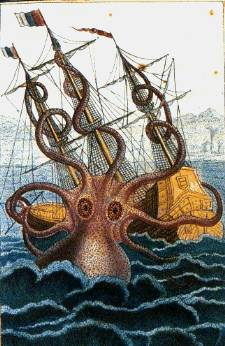
Dans cette illustration de Pierre Dénys de Montfort, un calmar géant ou kraken s'attaque à un vaisseau britannique qu'il surpasse en taille.

Dans le journal intégré au livre de bord, l'histoire du périple est structurée en dix chapitres : « La Cargaison », « Un froid mordant », « Meurtre », « L'Appel », « Captifs impies », « Soldats de la mer », « Le Désastre », « Marchandage », « Fuite » et « La Fin ». Les premiers font état des décès accidentels d'un marin et d'un passager clandestin, écrasés par la chute de caisses et de tonneaux lors du chargement de la cargaison à Falmouth, et de la mort par maladie de deux matelots au large du Portugal. Le chapitre « Meurtre » retrace la mort d'un passager poignardé dans la cale par le second lieutenant Nichols, qui fait porter le chapeau à la seule autre personne présente au même endroit, un garde originaire de Formose, lequel est ensuite exécuté en public sur le pont du bateau. Cet homme faisait partie de l'escorte de deux membres de la royauté de Formose qui voyageaient avec un coffre précieusement gardé.
À l'approche des îles Canaries, une dizaine de membres d'équipage séduits par le mystère du coffre parviennent à le voler et à s'enfuir à bord de plusieurs canots, non sans avoir enlevé les nobles de Formose qui le protégeaient. Tandis qu'ils s'éloignent, des sirènes les assaillent et abattent plusieurs des renégats ; elles ne prennent la fuite que lorsque l'un des passagers de Formose, au prix de sa vie, ouvre le coffre et en sort un coquillage luisant qui semble les repousser. Un survivant retourne sur le navire avec les corps de trois sirènes capturées, mais celles-ci se réveillent et parviennent à faire davantage de victimes avant d'être enfermées avec le coffre dans la lazarette, une pièce du pont inférieur.
Face à cette succession de tragédies et à des effectifs bien diminués, l'Obra Dinn fait alors demi-tour, mettant le cap sur l'Angleterre. Peu de temps après cependant, une tempête s'abat sur le navire et des créatures semblables à des crabes-araignées géants montent à bord et tentent de rejoindre la lazarette. Leur attaque est soutenue par l'apparition d'un kraken qui décime l'équipage présent sur le pont supérieur. Les passagers restants et certains marins réussissent cependant à s'enfuir pour l'Afrique à bord d'un canot, en compagnie du chirurgien de bord Henry Evans, le fameux « H. E. ». Les derniers marins à bord se mutinent contre le capitaine et exigent de pouvoir faire main basse sur le coffre et son coquillage, ignorant que ces reliques maudites ne sont plus à bord. Le capitaine met fin à la révolte en les tuant un par un puis finit par se suicider dans sa cabine, près du corps de sa femme qui a été écrasée par le kraken. Il ne semble alors plus rester un seul être vivant à bord.
À ce stade de l'enquête, l'expert en assurance a pu compléter tous les chapitres du livre de bord à l'exception de celui intitulé « Marchandage », dont les pages restent vierges ; il décide alors de quitter le navire. De retour à la terre ferme, il envoie l'ouvrage à l'adresse indiquée dans la lettre reçue en début de jeu. Dans un épilogue situé un an plus tard, l'inspecteur reçoit à son domicile une nouvelle enveloppe annonçant la mort d'Henry Evans et contenant la main momifiée du singe du bateau qui lui permet, en faisant usage de la montre à gousset, de revivre les évènements du huitième chapitre du livre de bord, celui resté vierge jusque-là. C'est alors qu'il découvre le sort des derniers personnages en suspens et en particulier que lors du fameux « marchandage », pour mettre fin à la malédiction qui semble les accabler, un des officiers avait négocié avec l'une des sirènes survivantes : il lui a rendu sa liberté et le coquillage contenu dans le coffre en échange de quoi l'Obra Dinn pourrait continuer son périple avec le reste de l'équipage sain et sauf. On y voit aussi comment Evans a pris soin, avant son départ, de prélever la main d'un singe tué dans la lazarette, celle envoyée à l'expert pour lui donner accès aux pages manquantes.

## Système de jeu

### Mécaniques
Le but du jeu est de parvenir à établir l'identité et les causes de la mort de chaque disparu, celles-ci devant être sélectionnées parmi de multiples choix, allant d'« écrasé par un canon détaché » à « passé par-dessus bord ». Le joueur peut déambuler librement dans un environnement en trois dimensions et explorer une variété de pièces sans pour autant pouvoir déplacer les objets du décor, comme dans Gone Home ou Firewatch. Chacun des ponts de l'indiaman Obra Dinn est accessible : gaillard d'arrière, pont supérieur, pont-batterie, pont inférieur et cale. Il ne lui est possible d'interagir qu'avec les poignées de porte de certaines cabines et d'ateliers, ainsi qu'avec l'échelle descendant vers la barque qui l'a amené sur les lieux.

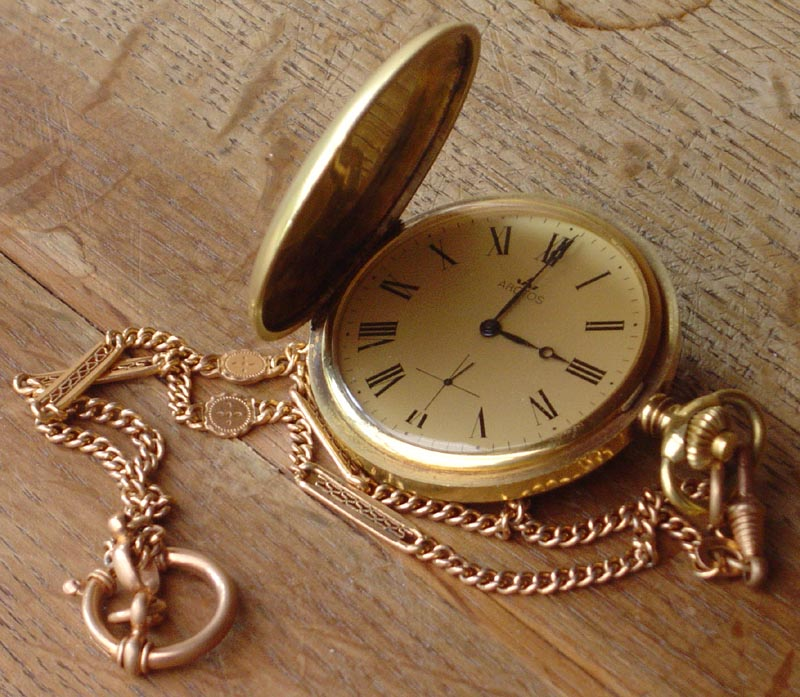
Une montre à gousset telle que celle utilisée par l'inspecteur pour revivre des scènes antérieures.

Au début de son enquête, l'inspecteur est en possession d'un livre de bord et d'une montre à gousset. Ce livre récupéré d'un mystérieux donateur s'avère être la principale interface du jeu. Il contient une liste complète des membres d'équipage et passagers, et un croquis les représentant tous, leurs identités restant cependant inconnues à ce stade ; par ailleurs, on y trouve un plan des différents ponts et une carte retraçant les différentes étapes du drame, au large des côtes africaines occidentales. La montre, quant à elle, est à utiliser à chaque découverte d'un corps : elle immerge l'inspecteur dans une scène figée représentant par le son et l'image les secondes menant à la mort de la personne découverte. Dans un premier temps, après avoir activé la montre, une courte scène audio est jouée, sur fond noir ; puis la scène s'ouvre, les personnages figés en suspens dans leurs actions, et le joueur est invité à se promener dans le cadre de la scène,,. La montre à gousset est décrite comme un « memento mortem », « souviens-toi de la mort » en latin.
Pour quitter la scène et retourner à l'époque contemporaine, sur le navire à la dérive, une porte de transition apparaît dans l'un des coins du décor. Selon Pope, elle a l'avantage de ne pas rompre la diégèse en évitant le recours à un bouton artificiel que devrait activer le joueur. Dans un contexte similaire à The Stanley Parable, où le positionnement du personnage dans le monde trahit le stade de son avancée dans l'intrigue, la porte de transition accompagne le joueur dans ses déplacements et reflète sa capacité à modeler son environnement. Ainsi d'une porte de cabine fermée : pour l'ouvrir, le joueur doit trouver un cadavre dont la mort correspond à une époque où cette porte était ouverte ; en revenant ensuite dans le présent, il la retrouvera toujours ouverte.
Se mettre à la place de l'expert en assurance implique d'utiliser le livre de bord, une interface conçue pour réguler le déroulement du jeu. C'est en rédigeant des théories sur ces pages que l'enquête progresse : il faut indiquer parmi une sélection de choix l'identité, le rôle à bord et le type de mort des personnes dont le croquis est esquissé sur chaque page. Certaines d'entre elles sont présentes dans plusieurs « souvenirs » que l'inspecteur pourrait souhaiter consulter ; aussi le livre offre-t-il la possibilité de créer des marque-pages pour aller plus rapidement d'une mémoire concernant ce marin à l'autre.

### Méthodes de résolution de l'enquête
Si le joueur se retrouve face à une impasse, il peut s'aider des pages blanches du livre de bord : les lieux dont le titre est entouré indiquent qu'il y reste à découvrir des éléments. Lorsque trois théories annotées dans le livre de bord sont complétées (en renseignant le nom du disparu, son apparence et son destin) et s'avèrent correctes, elles sont « validées » et inscrites à l'encre durable sur la page ; et c'est ainsi que le joueur sait qu'il avance dans son enquête. Deux fins sont ensuite disponibles selon son progrès dans l'histoire : s'il reste encore des morts à élucider mais que l'inspecteur choisit de clore son enquête au plus tôt, le jeu propose un épilogue adapté, coupant court à l'accès au dixième chapitre. Cette façon de résoudre les mystères de l'Obra Dinn propose une expérience de jeu d'une durée d'au moins trois heures dans sa branche la plus courte, et plus généralement d'une dizaine d'heures, mais Pope estime que compléter le jeu dans son entièreté prend plutôt entre neuf et quarante heures.

« [Le jeu] s'apparente à un croisement entre un roman d'Agatha Christie et un sudoku. Les évènements ne commencent à faire sens qu'après avoir rejeté toutes les possibilités alternatives. »

— Le critique Colin Campbell sur Polygon
Plusieurs journalistes sur US Gamer, Eurogamer et Kotaku recommandent d'utiliser réellement un stylo et un papier pour établir plus facilement les liens entre chaque indice concernant une même personne,,.
Polygon conseille à son tour d'étudier attentivement la carte fournie dans le livre de bord : à chaque fois qu'un chapitre est complété par le joueur, la chronologie des corps auxquels on peut accéder par flashback est reconstituée sous forme de spirale sur la carte des ponts du bateau. Elle se révèle aussi précieuse par son indication des cabines et des ateliers : au joueur ensuite d'explorer les lieux pour y croiser ses visiteurs réguliers ou bien déceler des indices permettant de lever le voile sur une identité, comme un accessoire laissé sur un hamac. Game Informer suggère notamment d'examiner très attentivement le croquis de tous les passagers et de l'équipage fourni dans le livre de bord pour reconnaître quels personnages semblent partager des affinités ou bien la même nationalité, et lesquels il est possible de retrouver groupés dans les souvenirs. Il rappelle également que toutes les causes de mort proposées au moment de formuler une théorie n'ont pas besoin d'être utilisées, et qu'en cas d'hésitation sur la marche à suivre, les corps autour desquels tournent des mouches ouvrent la voie vers un nouveau chapitre de mémoires.
Dans Rock, Paper, Shotgun, le contributeur Andreas Inderwildi remarque que le chaos apporté par les monstres marins qui font irruption au milieu de l'intrigue déstabilise la rigueur du mode de réflexion propre au jeu : il ne s'agit plus seulement, dans une démarche logique et déductive, d'examiner les signes distinctifs de chaque dépouille pour établir son identité ; il faut aussi prendre en compte l'imprédictibilité des caractères humains dans le cadre d'une telle catastrophe.

### Graphismes

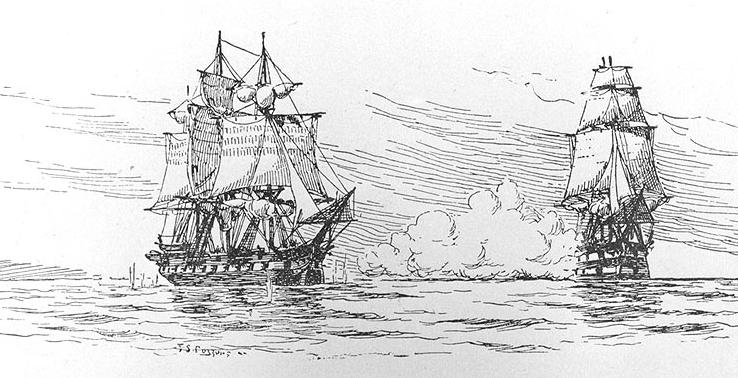
L'Obra Dinn est basé sur le (à droite sur cette illustration).

La grande particularité de Return of the Obra Dinn, sorti en 2018, réside dans ses graphismes monochromatiques one-bit, typiques des jeux commercialisés sur les tout premiers ordinateurs Macintosh, dans les années 1980,. Plusieurs filtres de couleur différents sont à choisir entre les styles « Macintosh » (basique), « IBM 5151 » (vert), « Zenith ZVM 1240 » (ambre), « Commodore 1084 » (bleuté), « IBM 8503 » (plutôt noir et blanc) et « LCD » (un noir et blanc avec un fort contraste).
En prenant pour référence les rendus graphiques des jeux de son enfance, Pope décide de rendre visible le contour de chaque élément. En fin de compte, le dénuement esthétique des graphismes permet de mieux mettre en valeur certains détails nécessaires à la compréhension d'une scène (tels qu'une balle perdue ou un marin emporté par une vague) et qui, avec un rendu plus ambitieux et plus époustouflant, auraient pu être occultés.
Pope passe également un temps considérable à tenter d'atténuer l'inconfort visuel généré par la pauvreté chromatique et le contraste des pixels et du grain. Ce n'est qu'au terme de plusieurs années d'affinage et avec la prise en compte de plusieurs retours de fans sur un forum communautaire qu'il finit par atteindre un rendu qui le satisfasse.

### Bande sonore
La bande-originale fait surtout appel à des instruments de tonalité classique : cordes, cuivres, à vent, percussions, orgue ou clavecin, avec l'ajout parfois d'une basse électrique ou d'une grosse caisse. L'ensemble est enregistré sur le logiciel Logic Pro X et est chargé d'accompagner les chapitres du jeu qui s'enfoncent peu à peu davantage dans l'horreur.
Lucas Pope fait en sorte d'assigner deux titres musicaux d'une minute à chacun des dix chapitres pour leur assurer une ambiance musicale dédiée. Ces deux airs sont ensuite attribués aux flashbacks de manière à alterner leur déclenchement. Capable de faire ressentir tantôt aussi bien de la peur, alors qu'aucun danger n'est apparent, que de la tension lorsque le temps s'arrête, la bande originale est intégralement composée par Pope,.
Pour les bruitages, Pope fait quasiment exclusivement appel à des bibliothèques de sons dont il achète des échantillons qu'il mixe ensuite sur Adobe Audition. Certains sons sont particulièrement évocateurs, notamment lorsqu'il s'agit d'accompagner une scène suggérant qu'un personnage est en train de se faire écarteler ou écraser.

### Le navire

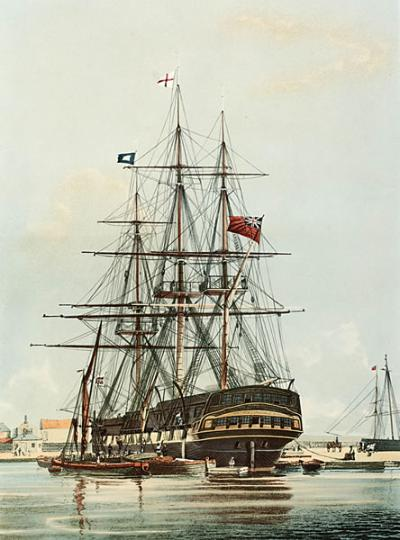
Un indiaman (le Repulse) dans les années 1820.

L'Obra Dinn est un indiaman fictif affrété par la Compagnie britannique des Indes orientales et construit à Londres en 1796, de 800 tonnes et de 18 pieds de tirant d'eau. Exemplaire typique des bateaux de l'âge de la voile, sa structure extérieure s'inspire plus précisément de l'HMS Leopard, en exercice entre 1790 et 1814 et rendu illustre par l'incident diplomatique de l'affaire Chesapeake-Leopard. Son gréement et son aménagement intérieur comme extérieur sont en revanche un amalgame de plusieurs navires dont Pope trouve les inspirations dans le volume Seamanship in the Age of Sail: An Account of Shiphandling of the Sailing Man-O-War, 1600-1860 de John Harland.
Trouver des informations générales sur ces bateaux « peu glamours », mais essentiels au commerce maritime plusieurs siècles durant, lui est pourtant difficile au début du développement. Certains aspects précis disposent cependant de davantage de littérature : « Du point de vue de la construction, on trouve beaucoup d'informations sur la manière dont ces navires ont été conçus. Modéliser le bateau m'a amusé, et s'assurer de l'authenticité et de la précision des détails m'a intéressé,. » De nombreux ameublements pour rendre la reproduction du navire encore plus authentique sont cependant oubliés ou plus simplement laissés de côté, face à l'ampleur de la tâche ; la modélisation du gréement, « des cordes à n'en plus finir » selon Pope, se révèle d'ailleurs être un véritable défi technique pour le développeur, obligé de créer des pans de codage inédits pour la seule gestion de cet élément du jeu.
Le développeur s'immerge aussi dans ce contexte historique en étudiant des récits de marins ayant survécu à des naufrages, et se rend compte que la plupart de ces témoignages ne doivent leur existence qu'au fait que le marin a survécu, ce qui en fait, pour les standards de l'époque, un « héros ». Selon des critères plus contemporains, être le seul à revenir d'une expédition pourrait signifier avoir fait preuve de lâcheté en abandonnant les autres, par exemple en partant avec le dernier canot disponible ; Pope se rend compte cependant de la faible valeur des vies humaines à l'époque qui intéresse l'intrigue du jeu, du fait que chaque marin paraît interchangeable, et donc de l'intérêt de saisir la survie quand elle se présente à soi.

### Réalisme historique

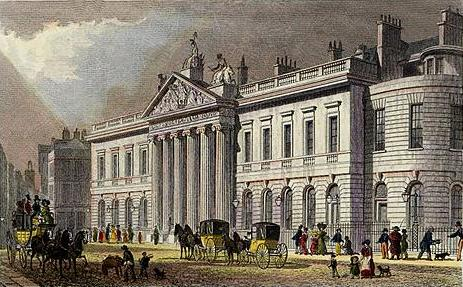
Quartier général de la Compagnie britannique des Indes orientales à Londres dans les années 1820.

La manière dont l'inspecteur n'apprend à connaître les victimes que par leur nom et le rôle à bord qui leur est attaché, avant de découvrir des brins de leur personnalité, fait écho aux normes sociales régnant sur les navires de la Compagnie britannique des Indes orientales, de même que les relations sociales et les sons ambiants dont le joueur peut être témoin aident à retranscrire la vie quotidienne à bord d'un navire, expérimentée dans toute sa densité et son potentiel de claustrophobie. Ces marins que l'on ne voit jamais se mouvoir mais que l'on entend et que l'on aperçoit de loin dans des scènes de la vie quotidienne apparaissent paradoxalement réels,, en particulier lorsque l'on apprend à connaître leurs traits de caractère et l'état de leurs relations avec les autres membres d'équipage. Être capable de reconnaître les uniformes propres aux différents rôles à bord jusqu'à la forme d'une semelle dépassant d'un hamac où sommeille un marin : le jeu exige d'être attentif aux détails les plus insignifiants pour espérer deviner les identités de tous les disparus. Le journal britannique The Guardian estime que « rarement un jeu a su peindre un tableau historique aussi immersif, en incorporant les notions complexes de rang, de classe et de dynamiques de pouvoir,. »

« [Le contexte] ressemble au point de départ d'une histoire d'aventure. J'avais plusieurs idées différentes en tête, et quand j'ai commencé mes recherches, ces vieux galions m'ont paru très intéressants. En temps normal, quand vous vous penchez sur ces sujets, vous ne trouvez que des pirates et ce genre de choses, mais pour moi, c'est intéressant d'étudier comment ces navires commerciaux ont établi les colonies anglaises et ont pu autant tisser leur toile sur le monde. »

— Lucas Pope
Au contraire de Papers, Please, le jeu ne propose aucun sous-entendu ou propos sous-jacent ; d'aucuns voient de la fraîcheur dans cette « absence de sentimentalité » du jeu qui ne prend pas son joueur par la main pour lui faire saisir des « intentions » implicites. Le créateur, Lucas Pope, se félicite d'ailleurs de proposer d'incarner un expert en assurance : il n'est nullement question d'obliger le joueur à ressentir de l'empathie pour les événements de l'intrigue, puisque l'aspect de jeu de rôle du titre permet de délivrer un rapport d'enquête sans effectuer de jugement sur les fautifs et leur part de responsabilité.

## Thèmes
Return of the Obra Dinn semble de prime abord s'inscrire dans la tradition des œuvres de fiction faisant appel à la mythologie de l'homme contre la nature, illustrée notamment à partir de Moby Dick et jusqu'à la réalité historique de l'expédition Franklin, dépeinte au milieu des années 2000 par le roman semi-fantastique Terreur. La liste des causes de la mort de chaque personnage paraît même dresser l'inventaire des conventions du genre fictif du naufrage : « mort noyé », « poignardé », « écrasé » ... Le jeu s'éloigne pourtant d'autres œuvres au thème naval telles que Assassin's Creed IV Black Flag ou Sunless Sea, qui proposent un regard inquisiteur sur l'océan et invitent à l'exploration, par sa focalisation sur l'unique décor qu'est le navire.
C'est cette dichotomie entre l'immensité de l'océan environnant et le cadre réduit et clos du bateau qui trahit un déséquilibre et introduit le potentiel dramatique de l'intrigue. La population du bateau a beau refléter la diversité du monde réel, avec sa variété de classes sociales et de nationalités d'origine, elle n'en est pas moins terriblement isolée ; les tensions qui fragilisent le plus l'équipage de l'Obra Dinn sont finalement davantage endémiques de ce microcosme qu'imputables aux monstres marins, de même que dans Moby Dick la folie du capitaine Achab s'avère plus destructrice que la baleine éponyme prise en chasse. Le kraken et les crabes qui assaillent l'Obra Dinn ne le font qu'en conséquence de la cupidité du personnage d'Edward Nichols, le lieutenant en second, qui tente de s'emparer du coffre d'un voyageur, se débarrasse du témoin gênant l'ayant aperçu, et fait porter le chapeau à un tiers qui sera pour la peine fusillé par un peloton d'exécution devant tout l'équipage.
De fait, l'apparition de ces créatures surnaturelles n'est pas en elle-même la cause du démantèlement de l'équipage : son rôle consiste plutôt à dissoudre l'ordre social établi et à mettre en exergue l'individualité de chacun une fois libéré de toute restreinte hiérarchique, qui allant soutenir des matelots en difficulté, qui allant voler des provisions pour préparer la fuite à bord d'un canot, ou qui encore planifiant une mutinerie.

## Développement

### Genèse

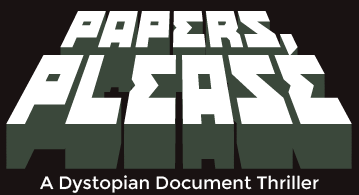
Logo de Papers, Please, précédent jeu de Lucas Pope, dont le succès commercial lui assure un matelas financier pour développer Obra Dinn sur plusieurs années.

Lucas Pope entame le développement de Return of the Obra Dinn en 2014, auréolé du succès critique et commercial de son premier jeu en tant qu'indépendant, Papers, Please. Il se sent alors submergé par la pression de produire un successeur à son titre récompensé par de nombreux prix, mais parvient au bout d'un temps à s'en défaire : « j'imagine que ça a duré si longtemps que j'ai perdu l'énergie de m'en inquiéter. » Il ne souffre cependant d'aucune contrainte d'argent ou de temps, fait rare dans l'industrie, puisque les ventes de Papers, Please continuent de le soutenir financièrement et de lui permettre de se dévouer à un nouveau jeu sans s'imposer de délai de réalisation. Rami Ismail, cofondateur du studio Vlambeer, estime d'ailleurs que Pope fait maintenant partie des figures célèbres du jeu indépendant qui introduisent une « préconception du survivant » : ces développeurs ont réussi à hisser leurs créations au stade de produit commercialisable et à en tirer un profit non négligeable, et, du fait de l'attention médiatique qu'ils polarisent, ils rendent le même parcours plus difficile à leurs émules.
Contrairement à Papers, Please, Obra Dinn est bâti moins sur une idée de gameplay original que sur l'envie de redonner vie aux graphismes monochromatiques one-bit typiques des jeux sur les tout premiers ordinateurs Macintosh sur lesquels Pope a fait ses armes de moddeur. Ensuite s'imposent d'elles-mêmes les trois dimensions et la vue à la première personne, par familiarité et préférence pour ce style de jeu où la vision se limite à celle du personnage. Fidèle à ses techniques de travail, Pope s'impose plusieurs contraintes pour stimuler sa propre créativité : les graphismes en one-bit et des mécaniques de jeu simples à prendre en main.

« D'habitude, je commence par concevoir les mécaniques principales du jeu. Mais ce jeu est motivé par son style visuel, et c'est là-dessus que j'ai décidé de travailler d'abord. C'est probablement une mauvaise chose, mais j'ai suffisamment confiance en la substance de ce jeu pour penser qu'à la fin, je parviendrai à créer une mécanique intéressante basée sur l'intrigue et l'environnement de jeu. Dans mes projets, j'ai tendance à faire soit l'un, soit l'autre ; je me suis vraiment concentré sur le design pour Papers, Please, donc pour Obra Dinn j'ai envie de plutôt me concentrer sur les visuels. »

— Lucas Pope au début du développement
Pope conçoit déjà Obra Dinn comme un jeu similaire à What Remains of Edith Finch (2017), avec un joueur chargé de revivre les décès des personnages, mais il envisage une composante puzzle supplémentaire : aidé de la disposition du cadavre et de plusieurs éléments de contexte, le joueur serait projeté quelques instants avant le décès et devrait reconstituer les séquences menant au drame. Ce déroulement s'avère cependant bien trop exigeant pour être mis en scène par un seul développeur, et l'idée du puzzle est abandonnée.
Puisque Pope se décide pour un jeu en trois dimensions, il lui faut trouver un cadre de jeu suffisamment limité pour être capable de modéliser sa structure. En plus d'un bateau, il envisage alors aussi l'environnement d'une pyramide ou d'une centrale nucléaire. Une fois fixé sur le choix du navire, il élimine les contextes déjà abordés dans les jeux vidéo contemporains : pirates et autres galions ne seront pas de la partie, au contraire du début du XIXe siècle et des navires marchands de la Compagnie britannique des Indes orientales sur lesquels il finit par se pencher.

### Premières ébauches

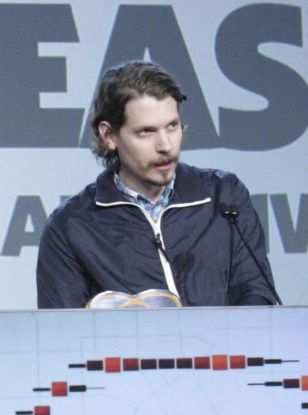
Lucas Pope aux Game Developers Choice Awards en 2014.

Lucas Pope officialise le développement du jeu en mai 2014 sur le forum The Independent Gaming Source (« Tigsource »). Il estime alors qu'il pourrait lui falloir « trois mois pour en venir à bout, au mieux, mais, de façon plus réaliste, six mois. » En réalité, la création d'Obra Dinn va lui prendre plusieurs années de plus et lui impose d'apprendre les rudiments du langage de programmation Maya et l'utilisation du moteur Unity 5, une durée de développement qui va complètement à l'encontre de ses méthodes de travail, lui qui préfère se donner « six à neuf mois » pour faire un jeu. La difficulté à obtenir des graphismes qui soient à la fois proches de ses ambitions esthétiques et lisibles est un frein supplémentaire au développement. Un objectif qu'il admet à l'époque est de sortir ce nouveau jeu à temps pour l'Independent Games Festival qui se tient pendant la Game Developers Conference, en début de chaque année. Ces années de développement sont d'ailleurs émaillées de nombreux déplacements dans des salons de jeux vidéo, un procédé que Pope favorise pour obtenir des retours des joueurs et jauger la concurrence.
Pope met en place une première démo du jeu en octobre 2014 autour d'environ quatre personnages, sur une base scénaristique très simple : « ces gars-là se battront pour une raison ou une autre et le capitaine finit par en tuer la plupart, ou quelque chose comme ça. » L'ensemble, disponible gratuitement en ligne, n'offre ni menus ni sauvegardes, et présente les corps des victimes sous la forme de squelettes, apparence qui ne subsistera pas dans les versions suivantes. La montre à gousset et la liste d'équipage sont déjà implémentées et permettent au terme de la démo de découvrir les destins de deux disparus. Ce n'est que bien plus tard, alors que la substance du jeu s'est élargie, que Pope se rend compte que l'aspect le plus ludique du gameplay tient à deviner qui sont les personnages plutôt que de simplement rechercher les causes de leur mort.
En juin 2015, Pope publie une mise à jour de son journal de développement, un devlog en jargon technique, sur Tigsource, son forum de prédilection pour communiquer : il y explique ne plus vouloir animer que 60 personnages, contre les 80 escomptés autrefois. Tous sont déjà modélisés, dont certains à partir de portraits d'époque et qui ont l'avantage d'aider à différencier les visages des différents marins.
Une nouvelle démo mettant en scène cinq personnages dont il faut élucider les morts est alors publiée par Pope début 2016, à temps pour être essayée à la Game Developers Conference. Dans ce système, les membres d'équipage sont découverts dans l'ordre chronologique de leur mort. Cette version suscite l'enthousiame des testeurs et confirme Pope dans sa démarche. Plusieurs filtres de couleur d'images y sont déjà disponibles, selon les caractéristiques d'anciens modèles d'ordinateur, tels que Macintosh ou Commodore 64. Pope avoue cependant de lui-même, dans un autre devlog publié sur TigSource, que la démo n'apporte pas grand chose de plus que sa grande sœur : quelques titres musicaux, une scène de flashback et une nouvelle séquence introductive soutenue par un doublage inédit sont les seuls ajouts visibles. D'après Pope, « bon, le jeu n'est pas encore fini, mais je voulais présenter un paquet d'excuses pour expliquer pourquoi, rétrospectivement, la démo GDC actuelle ne montre pas clairement qu'un an et demi d'améliorations s'est écoulé depuis la vieille version de développement. Les coupables principaux, ce sont les outils/gestionnaires/systèmes que j'ai construits au début [...] et qui ne convenaient pas pour créer un jeu entier,. » Le passage d'un système capable de générer une démo à celui capable de générer un jeu entier aurait coûté à Pope de très longs mois de travail.

### D'une version démo à un jeu entier

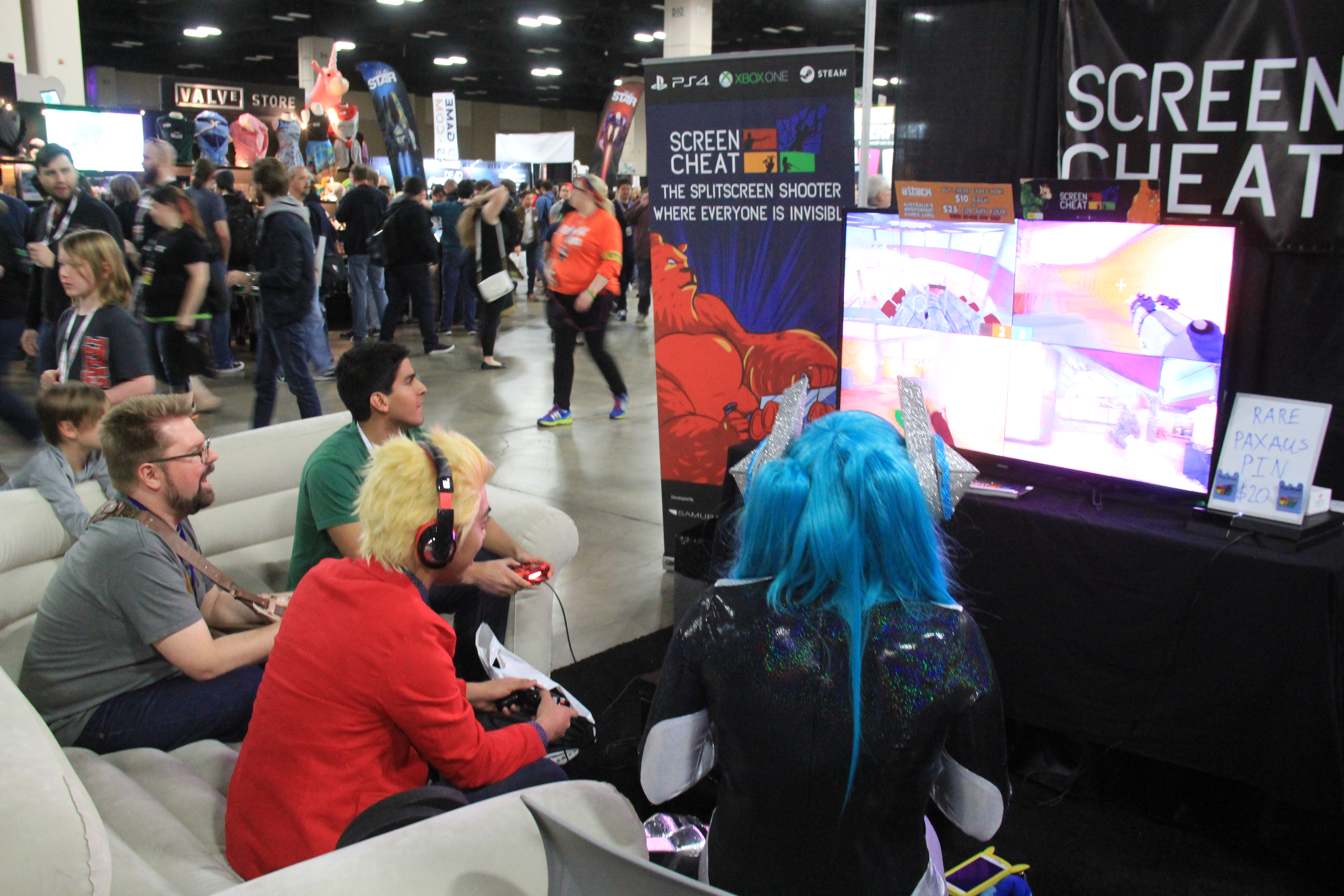
Pour présenter et faire tester les avancées d'Obra Dinn, Lucas Pope se rend plusieurs fois dans des salons où les jeux indépendants ont toute leur place, comme le PAX (ici, le PAX South en 2016).

Pour passer à une version du jeu plus complète, en plus d'améliorer la capacité de ses outils et logiciels, Pope doit venir à bout d'une difficulté majeure, la plus complexe de tout le processus de développement : créer une chronologie de découverte fluide, de manière que la piste des morts puisse être suivie aisément par le joueur. Lors d'une nouvelle démo présentée en novembre 2016 au salon PAX d'Australie, avec treize personnages supplémentaires mais dont les morts ne sont plus présentées dans l'ordre chronologique, les joueurs se plaignent en effet d'avoir du mal à suivre l'intrigue et à parvenir à progresser. Cet écueil ne ferait qu'empirer une fois toute la distribution de personnages imaginés par Pope implantée dans le jeu, puisque le développeur ambitionne un équipage d'une soixantaine de personnes, une tâche particulièrement longue et démesurée par rapport à ses premières démos, alors même qu'il sait qu'un bateau de cette taille nécessite entre 120 et 200 marins. Modéliser un personnage en lui-même n'est pas trop exigeant ; c'est rédiger une histoire cohérente autour de lui qui s'avère chronophage. Modéliser quatre ponts sur le navire représente également une charge de travail conséquente que Pope ne soupçonne pas lorsqu'il prend la décision de situer le jeu dans le cadre clos d'un bateau. Pour remédier aux risques de confusion, il découpe l'intrigue en dix chapitres qui serviront à déclencher certaines des morts et à rendre la charge d'information plus digeste pour les joueurs. C'est aussi à cette occasion que le livre de bord gagne une importance fondamentale dans le gameplay et que ses pages servent à suivre l'ordre chronologique des morts. Bien que cette période soit l'une des plus complexes de tout le développement, Lucas Pope fait tout pour rendre cette mécanique de jeu viable :

« Les jeux vidéo passent leur temps à montrer la mort, et permettent maintenant de tuer tellement de gens. Et si vous deviez vraiment vous concentrer sur une mort, mais d'une manière qui ne consisterait pas à tuer des gens ? »

— Lucas Pope, sur son souhait de renverser une convention des intrigues vidéoludiques
Durant l'année 2016, Pope se penche notamment sur les trois croquis qu'il veut inclure dans le livre de bord. Dans la diégèse, ces trois images qui présentent chaque visage des membres d'équipage, des passagers et des voyageurs de Formose sont dessinées par un artiste. Elles permettent à l'enquêteur de reconnaître plus aisément les personnages croisés dans les souvenirs. Dans les faits, la création de ces esquisses demande beaucoup d'efforts à Lucas Pope, loin d'être un dessinateur accompli, d'autant qu'il cherche à les rendre très crédibles : elles doivent donner l'impression d'avoir été faites à la plume et à bord d'un bateau. « Avec juste ce qu'il faut de courage et de naïveté », Pope escompte de prime abord pouvoir tout dessiner par lui-même. Mécontent des résultats, il contacte trois dessinateurs professionnels et les met à l'épreuve, en leur fournissant un aperçu de modélisation de quelques personnages, de les représenter en deux dimensions en s'approchant au plus près des rendus d'époque. Le style du dessinateur qu'il retient, dont le coup de crayon lui paraît correspondre le mieux à l'époque, s'avère finalement incompatible et illisible dans le cadre des grands croquis montrant tout l'équipage. À l'automne 2016 et jusque début 2017, une fois le salon PAX d'Australie passé, Pope finit donc, en désespoir de cause, par mettre la main à la pâte lui-même. Il décalque en deux dimensions des modélisations en trois dimensions de ses personnages sur tablette graphique. Après maints essais, il obtient un résultat qui lui paraît satisfaisant ; il en profite au passage pour s'assurer de la lisibilité de chaque détail en entourant chaque personnage d'un épais contour. Ce problème de lisibilité est une préoccupation qui hante Pope depuis 2014 : « toute seule, la caractéristique 1-bit ne pose pas de problème ; c'est quand on la combine avec la résolution plutôt faible (640x360) que l'ensemble devient bien plus difficile à discerner. »
Contacté par Gamasutra à l'époque, Lucas Pope dit vivre une période de crunch, une intense période de travail. Il passe la plupart du temps isolé à son domicile à Tokyo, en particulier sur des tâches de programmation ou de conception artistique, quand bien même il lui arrive de travailler dans l'atmosphère plus bruyante d'un café pour stimuler autrement sa créativité. Le développeur a alors deux enfants en bas âge et qui sont bien loin de mesurer la teneur du travail de Pope : « Je suis en train de travailler sur les traces de sang ! J'essaie de modéliser la dispersion des taches juste comme il faut », leur explique-t-il ainsi parfois.

« J'ai fini Papers, Please en neuf mois et ce jeu-ci est en développement depuis deux ans déjà, donc je me rends compte de ma chance pour le premier. Enfin, je me sens chanceux de manière générale puisque c'était un jeu insolite que je faisais juste pour moi et qui a rencontré un succès démesuré, auquel je ne me serais jamais attendu. Travailler sur [Obra Dinn], c'est beaucoup de pression, et de pression personnelle, pour parvenir à égaliser ce succès. Mais je suis suffisamment objectif pour savoir que je ne pourrai jamais rencontrer le même succès [que pour Papers, Please]. Je pense que ce sera un bon jeu mais qu'il ne se vendra pas aussi bien et qu'il n'aura pas la même influence. »

— Lucas Pope en novembre 2016
Une nouvelle version du jeu se dessine à l'été 2017 lorsque Pope publie un nouveau devlog sur Tigsource. À l'aide de nombreux gifs illustrant les mécaniques de jeu, Pope annonce que Return of the Obra Dinn contient maintenant 60 personnages et 48 scènes de flashback, et un livre de bord très interactif dans lequel renseigner les sorts des passagers sous la forme « sujet - verbe - complément d'objet », comme dans « [personne A] [est poignardée par] [personne B] ». Il en présente une démo au salon PAX West, à Seattle, en septembre 2017 ; le résultat impressionne les visiteurs par le nombre d'améliorations ajoutées depuis la version précédente, en particulier l'étoffement de l'interface du livre de bord. À la convention Day of the Devs, organisée en novembre à San Francisco, la démo fait à nouveau mouche et Colin Campbell du site Polygon y voit un jeu qui s'approche de l'excellence.

### Difficultés de localisation
« Localiser Papers Please était un enfer. Une horreur absolue. Vu la manière dont les choses évoluent cette fois-ci, je suis en train de rendre [Return of the Obra Dinn] tellement facile à localiser que vous n'en croirez pas vos yeux. »

— Lucas Pope en août 2014, au début du développement

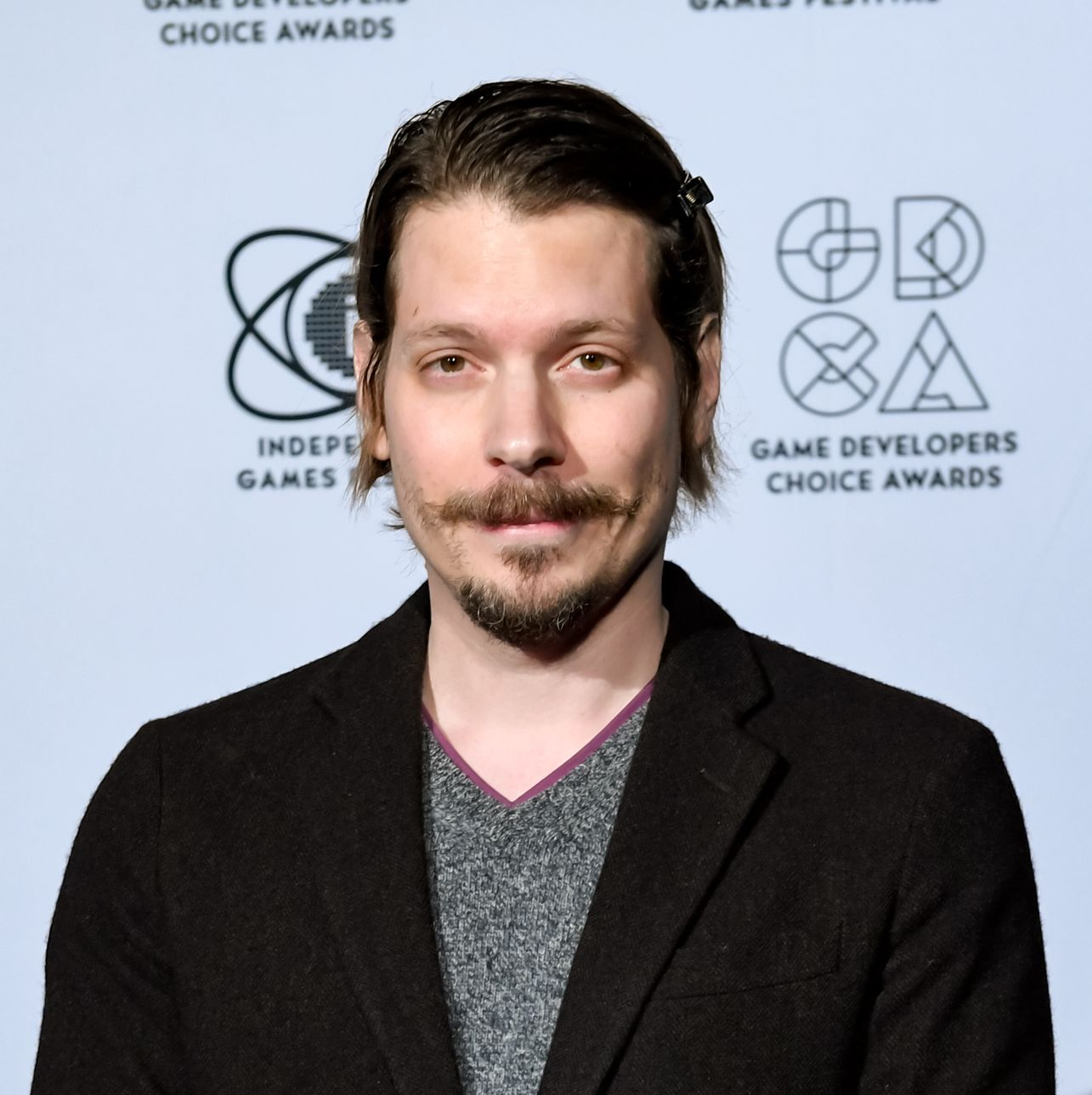
Lucas Pope, ici aux Game Developers Choice Awards en 2019, fait appel à des amis de différentes nationalités pour vérifier la qualité du doublage.

Le livre de bord fait état d'une grande variété de nationalités parmi les membres d'équipage, et c'est d'ailleurs la proximité entre compatriotes qui aide à établir certaines identités. Les dialogues émanant de ces personnages sont ainsi ciselés de manière à servir d'indices, notamment quand ce sont des dialectes étrangers à l'anglais qui sont utilisés. 29 personnages sont entendus dans les flashbacks et trahissent leur accent d'origine : neuf Anglais, trois Irlandais, trois Taïwanais, deux Autrichiens, deux Chinois, deux Gallois, deux Russes, un Américain, un Danois, un Français, un Indien, un Italien, un Polonais et un Suédois,.
Pour recruter autant de doubleurs différents, alors qu'il a jusque-là avancé tout seul sur le jeu, Lucas Pope fait passer des auditions sur le site Voices.com (en) et fait ensuite vérifier l'authenticité de chaque candidature à des amis de la même nationalité d'origine. Chaque comédien enregistre ses dialogues à l'aide de ses propres outils ; pour harmoniser les répliques de plusieurs personnages conversant au cours d'une même scène, Pope essaie d'altérer les voix compromettantes en les masquant sous d'autres sons. Un doubleur en particulier l'impressionne par son talent ; mais l'homme, un Américain supposé interpréter un Gallois, laisse échapper dans ses essais un accent britannique. Plutôt que de faire appel à un autre comédien, Pope garde ses répliques et remplace le personnage gallois par un Anglais.
Le développeur en profite pour ajuster la qualité de l'écriture : si aucun doubleur ne se révèle convaincant dans un rôle précis, Pope réécrit les dialogues et recommence. Certaines scènes dont l'écriture remonte à plusieurs années plus tôt sont parfois drastiquement raccourcies une fois leur manque de naturel repéré à l'oral. Au passage, Pope met à l'épreuve les jurons dont il a émaillé les dialogues et qu'il ne souhaite ni trop modernes, ni trop proches des stéréotypes de pirates.
Le fait que les mécaniques principales du jeu reposent sur la précision dans l'indication des causes de mort rend la tâche de traduction et d'adaptation en neuf langues malaisée, et ce d'autant plus que certains des indices d'identification reposent sur la capacité à distinguer un accent écossais d'un accent irlandais. Pour y remédier, Pope fait en sorte d'accepter plusieurs motifs de mort pour un même personnage : être « empalé » ou bien victime d'un « coup » porté par une « lance » sont ainsi deux moyens interchangeables de remplir l'indication « cause de la mort » sur le livre de bord.
Fin février 2018, Pope se fixe deux objectifs : achever la musique fin mars, qu'il compose intégralement sur le logiciel Logic Pro X, et le doublage et le bruitage fin avril :

« Pendant ces années de travail sur le projet, j'ai vraiment apprécié de pouvoir passer d'une tâche à l'autre, entre la conception des technologies et la création artistique. Apprécié un peu trop, peut-être. Plus d'une fois, il m'est arrivé de progresser sur un point, de le mettre de côté pour travailler sur autre chose, et d'y revenir en ayant oublié ses outils, ses systèmes de fonctionnement, etc. Ces deux derniers mois, j'ai décidé que le meilleur moyen de finir ce merdier serait de me concentrer sur une chose à la fois. Un mois seulement pour la musique, un mois seulement pour l'implémentation des sons. Ça s'est révélé être super efficace : j'étais bien plus productif à chaque fois. Je ne pense pas que ça aurait aussi bien marché plus tôt, avant que je ne fasse vraiment le tour du jeu. Mais je regrette quand même de ne pas m'être réservé du temps pour me concentrer à fond plus tôt. »

— Lucas Pope en mai 2018, vers la fin du développement

### Commercialisation
Sachant n'avoir à faire face à aucune compétition sur ce type de jeu de réflexion, Lucas Pope ne conçoit aucune stratégie promotionnelle particulière, de même qu'il n'étudie pas au plus près les statistiques récoltées en convention auprès des premiers joueurs pour ajuster le jeu, comme c'est pourtant la tendance dans l'industrie : des expériences passées dans la collecte et l'analyse de données l'ont découragé et il n'y voit pas suffisamment d'intérêt pour y passer du temps, préférant se consacrer à la correction des bugs que lui notifient les joueurs. Il juge que son temps est ainsi mieux réparti et ne se sent pas pressé de réaliser le plus gros de son chiffre d'affaires à la sortie du jeu, une recette qui lui a déjà profité pour Papers, Please.

« Pour Obra Dinn, je me suis concentré davantage sur la manière de différencier le jeu suffisamment des autres, et pour Papers, Please, c'était déjà aussi un peu le cas : il s'agit de rendre le jeu suffisamment différent de tout autre pour que, si vous êtes amateur de ce genre-là, vous n'ayez pas d'autre choix que d'acheter ce jeu précis. »

— Lucas Pope sur Gamasutra peu après la sortie du jeu
En septembre 2018, Pope dévoile enfin une bande-annonce du jeu et en promet la sortie à l'automne, soit dans les mois suivants. Return of the Obra Dinn sort finalement le 18 octobre 2018 sur Windows et Mac. En avril 2019, le développeur annonce ne pas exclure l'éventualité d'un portage sur la console Nintendo Switch.
Lucas Pope estime rétrospectivement que cette œuvre, qui a nécessité 4,5 ans de travail et exigé de lui d'agir à la fois comme réalisateur, producteur, scénariste, compositeur, artiste, modélisateur et programmeur... aurait pu être finie en six mois par une équipe appropriée.
En septembre 2019, le portage du jeu sur les plateformes Xbox One, PlayStation 4 et Nintendo Switch est annoncé pour l'automne 2019, plus précisément au 18 octobre, soit un an jour pour jour après sa sortie initiale sur PC.

## Accueil

### Distinctions
Return of the Obra Dinn est globalement salué comme le meilleur jeu indépendant de l'année 2018. Quelques mois avant sa sortie, le jeu suscite déjà maintes attentes de la part des fans que Lucas Pope a séduits avec Papers, Please ou avec la promesse d'un jeu d'enquête en noir et blanc. Colin Campbell de Polygon le classe ainsi parmi les « jeux les plus anticipés de 2018 ».

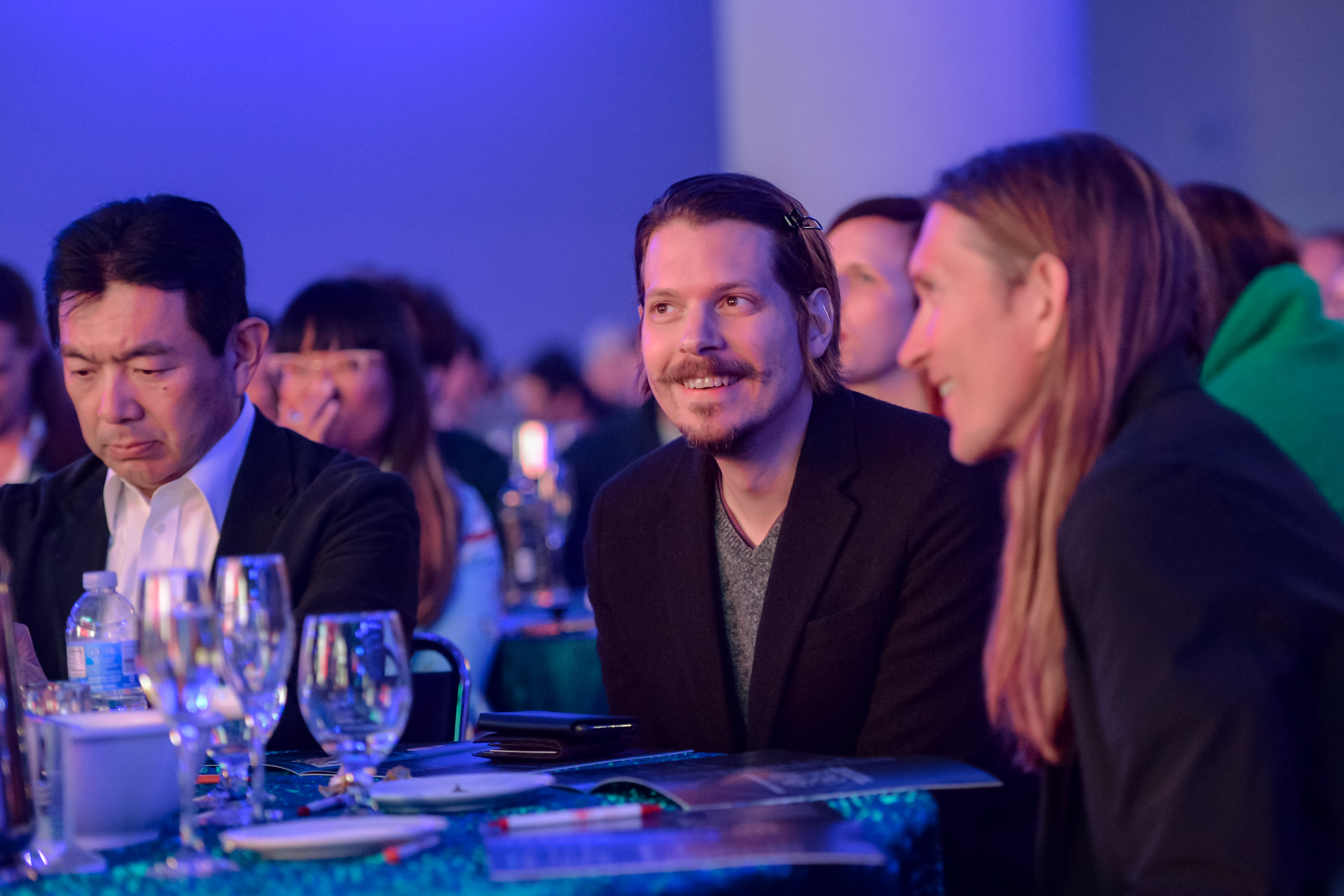
Lucas Pope aux Game Developers Choice Awards en 2019.

Après sa sortie, lors de la saison des récompenses qui s'étale entre l'hiver 2018 et le printemps 2019, le jeu est régulièrement couronné pour sa direction artistique et son caractère indépendant. En décembre 2018, Return of the Obra Dinn remporte lors des Game Awards le prix de la meilleure direction artistique, surpassant ainsi Assassin's Creed Odyssey, God of War, Octopath Traveler et Red Dead Redemption 2 ; il échoue cependant dans la catégorie « meilleur jeu indépendant » face à Celeste,. Il est ensuite nommé en janvier 2019 et considéré comme le grand favori dans la plupart des catégories de l'Independent Games Festival, dont la remise des prix doit se tenir en mars ; son « excellence » est ainsi reconnue dans les catégories « art visuel », « audio », « design » et « narration », et il est également en lice pour le grand prix Seumas-McNally du festival,. La même semaine sont dévoilées les sélections pour les Game Developers Choice Awards, récompenses elles aussi décernées lors de la Game Developers Conference, en mars. Return of the Obra Dinn est en lice dans les catégories « innovation », « narration », « art visuel » et surtout « jeu de l'année » ; il reçoit aussi plusieurs « mentions honorables » pour ses qualités « audio », « de design » et « de technologie » ; lors de la tenue du salon, il remporte finalement le prix de la meilleure narration. Du côté des D.I.C.E. Awards, décernés en février, le jeu fait également partie des concurrents pour les prix de la meilleure « intrigue », du meilleur « game design » et de la meilleure direction de jeu, mais aussi pour les prix de « jeu d'aventure de l'année », de meilleur jeu indépendant, et enfin et surtout du meilleur jeu de l'année. En mars, le jeu est cette fois-ci en compétition aux BAFTA Games Awards, dans les catégories « direction artistique », « meilleur jeu », « game design », « innovation », « narration » et « licence originale » ; il finit par recevoir en avril les prix relatifs à la meilleure direction artistique et au meilleur game design.
Le jeu apparaît à de multiples reprises dans les « listes de fin d'année » des meilleurs jeux 2018 établies par les plus prestigieux critiques, comme chez GameSpot, PC Gamer qui le nomme plus précisément « meilleur puzzle de l'année », Jeuxvideo.com qui lui attribue les « pixels d'or » de l'originalité et de la direction artistique, IGN, Gamasutra,, Polygon chez qui il est classé 2e, Le Monde qui le classe aussi 2e, The Guardian, Kotaku,, The Verge ou encore Slant Magazine. US Gamer loue également la possibilité de « rembobiner » au dernier moment l'action de plonger dans un souvenir, et le son accompagnant l'animation de la montre à gousset ; pour le site américain, ces détails soignés par Lucas Pope font partie des meilleures mécaniques de jeu de l'année.
Auprès des professionnels du secteur, Return of the Obra Dinn se distingue également à plusieurs reprises comme le meilleur jeu de l'année 2018 ; c'est ainsi l'opinion d'Harvey Smith, le directeur créatif d'Arkane Studios, et de Bruce Straley, le directeur chez Naughty Dog de The Last of Us et Uncharted 4: A Thief's End.

### Critiques
Le jeu reçoit un accueil critique unanimement positif, beaucoup louant le caractère novateur et inédit de telles méthodes de fouille et de réflexion dans un jeu d'investigation. Return of the Obra Dinn évoque en effet nombre de classiques des fictions whodunit, à commencer par Cluedo, mais aussi les univers à l'ambiance fouillée tels que l'œuvre de Jules Verne ou le jeu d'horreur Dead Space. Plusieurs critiques apprécient d'ailleurs ses point communs avec Her Story, un jeu au gameplay similaire qui charge le joueur de reconstituer une chronologie d'évènements et de former ses conclusions sur la base du visionnage de courtes vidéos,.
Gameblog y voit un jeu « implacablement exigeant, [qui] procure un sentiment d'accomplissement rarement observé dans notre média », capable de demeurer longtemps dans l'esprit du joueur. Nombreux notent le caractère addictif de l'intrigue et le tout « phénoménal » formé par l'ensemble, comme Kotaku, tandis que Le Monde salue l'« intelligence incroyable » de la mise en scène. Certains relèvent par ailleurs la similarité du jeu avec The Witness, qui stimule le joueur en lui imposant d'adopter un système de réflexion particulier, et notent qu'Obra Dinn « devrait figurer en bonne place dans pas mal de classements des meilleurs jeux de 2018 ». Le critique de Rock, Paper, Shotgun estime également n'avoir jamais vu un autre créateur de jeu d'enquête capturer aussi bien « le frisson de la déduction ». Jeuxvideo.com classe presque immédiatement le jeu comme l'un des trois titres exclusifs à la plateforme PC incontournables de l'année, en plus d'y voir une œuvre « prouvant que non, tout n'a pas encore été fait » : « outre son aspect rétro soigné et l'incroyable dynamisme qui se dégage de certaines scènes pourtant figées, c'est par son approche du jeu d'enquête que le titre de Lucas Pope a impressionné plus d'un joueur. »
La plupart des critiques regrettent cependant l'ambiguïté de certaines scènes de mort, qui rend complexe la tâche de déterminer un motif de décès précis : un personnage vu dans ses derniers instants en train de disparaître derrière les tentacules d'un kraken meurt-il étranglé ou bien écrasé ? Bien que, pour pallier ce problème, Pope ait fait en sorte d'accepter différentes explications de mort pour un même personnage, cette flexibilité des mécaniques de jeu n'est indiquée nulle part et la gêne de l'incertitude demeure.
Parmi d'autres étonnements, Gameblog note que la chronologie imposée pour découvrir les cadavres, au moyen d'une trace nébuleuse qui se débloque par à-coups et qui impose d'être suivie, manque de clarté et peut s'avérer frustrante. Le site regrette aussi la possibilité de « tricher » offerte au joueur lorsque, si l'on est sûr de la mort de deux personnages, on avance une troisième identité au hasard. Enfin, le style visuel très particulier manque parfois de praticité lorsque sa caractéristique rétro empêche de distinguer des marins des autres. Sur Gamasutra, un contributeur relève également l'agacement produit par les nécessaires allers et retours d'un cadavre à l'autre, alors que l'on souhaiterait pouvoir rester sur le même lieu pour en examiner tous les recoins.

### Ventes
Return of the Obra Dinn est uniquement commercialisé au format digital et disponible pour 19,99 dollars américains ou 16,79 euros sur les plateformes de distribution pour ordinateur Steam, GOG.com et Humble Bundle. En février 2019, le site d'estimations Steam Spy considère qu'il existe entre 100 000 et 200 000 propriétaires du jeu sur Steam,. Fin 2019, c'est cette fois-ci entre 200 000 et 500 000 joueurs qui posséderaient le jeu sur Steam, et, au début de 2025, entre 500 000 et 1 000 000.

## Postérité

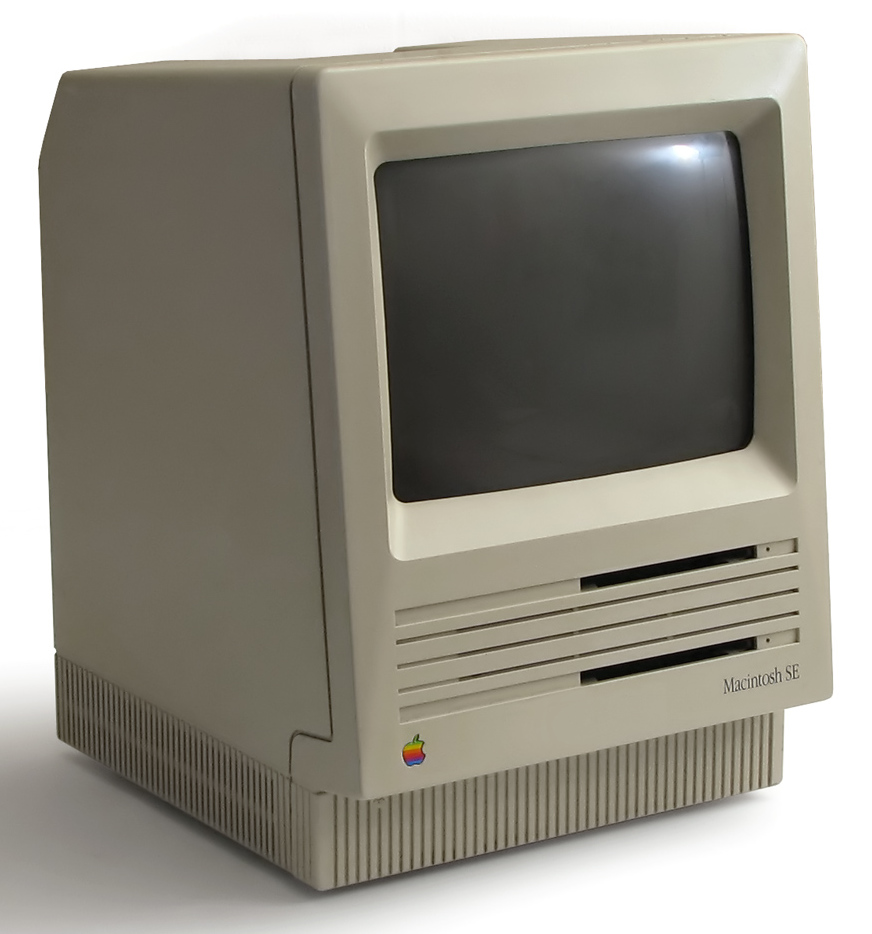
Le style graphique de Return of the Obra Dinn doit tout aux jeux d'aventure graphique disponibles sur les ordinateurs Macintosh des années 1980, comme ce Macintosh SE.

Le style graphique remarquable adopté par Lucas Pope intrigue dès les premiers mois de développement du jeu. En novembre 2015, Richard Moss estime dans une contribution au site Gamasutra que le jeu pourrait signifier une nouvelle tendance esthétique qu'il décrit comme « dither-punk ». Selon lui, l'intérêt de ces graphismes ne réside pas qu'en la nostalgie qu'ils peuvent évoquer chez d'anciens joueurs sur Macintosh : la stylisation et l'abstraction apportées par ce choix esthétique parviennent aussi à rendre supportable l'examen des scènes de crimes particulièrement crues et violentes.
À la fin 2018 et alors que Return of the Obra Dinn figure dans la plupart des listes de « jeux de l'année » établies par les critiques, la développeuse et conceptrice Brenda Romero salue sa capacité à s'être hissé à hauteur de superproductions comme Red Dead Redemption II, God of War ou Assassin's Creed Odyssey, une position qui n'est pas sans rappeler celle de David contre Goliath.
En décembre 2018, un journaliste de Waypoint estime que Return of the Obra Dinn s'inscrit dans l'avènement d'un nouveau genre de jeu d'enquête, un genre où la vue à la première personne influe complètement sur la manière dont le jeu est conçu et permet ainsi de mieux immerger le joueur dans son environnement. Selon lui, dans des œuvres précédentes comme Doom (1993), Deus Ex (2000) ou BioShock (2007), l'usage de la première personne n'avait d'intérêt que pour mettre davantage en valeur le décor, à l'image d'un immeuble en train d'exploser dans le lointain. Et ce, tandis que, dans la lignée de Dear Esther (2008/2012) ou Gone Home (2013), Return of the Obra Dinn invite à « apprendre où diriger son regard et la caméra, pas simplement à suivre les lignes tracées [pour le joueur] par la conception irréprochable d'un niveau de jeu. »